# Kontaktní rohovec
Kontaktní rohovec (jiné názvy: rohovcová břidlice, keralit, keratit) je skupina přeměněných hornin, které vznikly v důsledku působení kontaktní metamorfózy na usazené horniny. Kontaktní rohovce jsou horniny rozmanitého minerálního složení a vzhledu. Vyznačují se poměrně velkou houževnatostí a ostrohranným rozpadem, který jim dal i jméno.
Termín rohovec (něm. Hornfels) zavedl pro tento typ hornin v roce 1823 K. von Leonhardt. Název má původ v označení nejvyšších štítů v Alpách, které jsou tvořeny těmito horninami výrazně odolnými vůči erozi.

## Minerální složení
Kontaktní rohovce mohou mít variabilní složení. Většinou je základní hmota tvořena silikáty jako jsou křemen, živce (ortoklas, sanidin, albit a jiné) a slídy (hlavně biotit), s výrazným zastoupením aluminosilikátů – epidotu, andaluzitu nebo cordieritu. Ve velkém množství mohou být přítomny i minerály vznikající za vyšších teplotních podmínek jako granát (hlavně grosulár) a hypersten. Pokud byly v původním sedimentu přítomny i karbonáty, bývá přítomen i wollastonit.
Horniny mohou mít celkem zastřetou původní sedimentární strukturu a granoblastickou – všesměrně vyvinutou texturu. V některých případech je však možno sledovat původní sedimentární vrstevnatost, kterou může prostupovat kliváž.

## Vznik
Kontaktní rohovce vznikají účinkem kontaktní metamorfózy intruzivních těles, obvykle granitoidů, na usazené horniny, v tzv. kontaktních aureolách. Teplotní účinek bazičtějšího magmatu je sice silnější, svým prostorovým rozsahem však bývají významnější granitoidní intruze. Jde většinou o vysokoteplotní, ale nízkotlakovou metamorfózu. Usazené horniny, z nichž kontaktní rohovce vznikly, mohly mít různé složení od slínů, přes jílovce až po pískovce. Kontaktní rohovce pocházející ze slínovitých až karbonátových hornin mohou být označeny i jako erlany. Kontaktně přeměněné jílovité horniny jsou často označovány jako porcelanity.
Vyčleňuje se několik kontaktně metamorfních facií:
- facie albit-epidotových rohovců (vnější část kontaktního dvora)
- facie amfibolických rohovcov (vnitřní nebo střední část kontaktního dvora)
- facie ortoklas-cordieritových (pyroxenických) rohovců (vnitřní část kontaktního dvora) s teplotami nad 650 °C
- facie ortoklas-sanidinových a sanidinových rohovců (na styku s gabrem nebo bazaltem) s teplotami nad 800 °C.[5]

## Výskyt
Kontaktní rohovce se vyskytují v mnoha pohořích Evropy jako jsou například Harz, Eifel, Smrčiny nebo Vogézy.
V Českém masivu jsou kontaktní rohovce hojné na kontaktech středočeského plutonu s okolními sedimenty, např. u Sedlčan nebo Říčan. Známy jsou i z Železných hor.
V Západních Karpatech jsou známy především ze Spišsko-gemerského rudohoří, např. z Veľkého Hnilce, kde jsou vázány na gemerické granitoidy.